# 米蓮·法莫
米蓮·法莫（Mylène Farmer，讀作[milɛn faʁmœʁ] ，原名，1961年9月12日—），一位加拿大出生的法國歌手、詞曲作家、製作人與演員。出生于加拿大魁北克蒙特利爾島皮耶楓1969年随父母移居法国。于1984年出道，至今经发行11张錄音室個人专辑、7張Live專輯、61張单曲、10張DVD和3張電影配樂。自 1984年以來唱片銷量最高的法國歌手（超過 3000 萬張），她也是保持鑽石唱片數量記錄的人，是法國最受歡迎的女歌手之一。

## 生平
米蓮·法莫的父母为法國人。她于1961年9月12日在加拿大魁北克皮耶楓出生，童年與她的兄弟姐妹在魁北克省度過；記憶中除了平原上的雪景之外，她對此段生活没有很深刻的印象。1969年隨父母移居法國，住在巴黎郊區沙維爾。小時候，她對繪畫感興趣，十幾歲時，她對文學感興趣，尤其是騎馬。她的父母將她送入著名的索米爾騎術學校。為了建立殘疾人馬術中心，她夢想成為一名騎馬教練，但因嚴重摔傷而無法繼續訓練。青少年時期個性比较孤立的米蓮，在母親的家鄉布列塔尼度假期間，經常去探望生病住院的兒童，特別是去加爾什醫院照顧年輕的四肢癱瘓病人——至今她仍維持這樣的探訪活動。
17歲離開高中后，她來到巴黎，進入佛罗朗戏剧学院接受培訓準備成為一名演員，並從事各種零工，包括鞋店店員、牙醫診所助理及從事產品目錄或廣告模特兒。
1983年，她遇到了作曲家洛朗·布東納，當時他正在為他的歌曲《妈妈有错》尋找演唱者。布東納馬上認定米蓮·法莫是最佳詮釋人選。Mylène Gautier更名為Mylène Farmer，以紀念1930年代的美國女演員弗朗西絲·法瑪爾，她因錯誤對待而被關進精神病院。1984年米蓮·法莫的首張單曲《妈妈有错》發行受到矚目，這首歌成為1984年夏天的暢銷歌曲之一，銷量超過100,000份。
1986年，發行了她的第一張專輯並立即獲得了成功，米蓮·法莫的紅髮成功塑造了她“红色天使”（Ange Roux）的形象，很快就受到了成千上萬歌迷的追捧。1991年，一位樂迷因為無法接近她，開槍打死了唱片公司的接待員。之後她與法國及其觀眾保持距離。
身為全球最成功的法國音樂藝術家之一，米蓮·法莫很少公開露面，也不接受媒體採訪。她成功地建立了一個獨特的音樂世界，特別是透過她華麗豐富的音樂視頻和音樂會，以及充滿雙重含義、韻文、文學和藝術隱喻象徵的歌詞。米蓮.法莫是唯一一位每張錄音室專輯銷量都超過一百萬張的法國藝術家，這使她成為近三十年來銷量最高的法國藝術家。她还積極參與自己的事業管理，使她的藝名成為一個真正的品牌。平均年收入超過500萬歐元。她通過自己的公司擁有幾乎所有歌曲的版權。

## 专辑
錄音室作品：
- 1986：Cendres de lune
- 1988：Ainsi soit je...
- 1991：L'Autre…
- 1995：Anamorphosée
- 1999：Innamoramento
- 2005：Avant que l'ombre...
- 2008：Point de Suture
- 2010：Bleu Noir
- 2012：Monkey Me
- 2015：Interstellaires
- 2018：Désobéissance
- 2022：L'Emprise

### live 專輯
- 1989：En concert
- 1997：Live à Bercy
- 2000：Mylènium Tour
- 2006：Avant que l'ombre... À Bercy
- 2009：No  5 on Tour
- 2013：Timeless 2013
- 2019：Live 2019

## 電影作品
- 1994年由洛朗·布東納（英语：Laurent Boutonnat）執導的《基奧真奴（英语：Giorgino）》：飾演「Catherine」
- 2006年由呂克·貝松執導的《亞瑟的奇幻王國：毫髮人的冒險》：「Selenia公主」的法文配音